# クリスチャン王は高き帆柱の傍に立ちて
「クリスチャン王は高き帆柱の傍に立ちて」（デンマーク語: Kong Christian stod ved højen Mast）は、デンマークの王室歌。Ditlev Ludvig Rogert 作曲、1780年に採用された。最初に歌詞が現れたのは、Johannes Ewald の歴史的な劇 "Fiskerne" で、1779年のことである。
「麗しき国」と共に国歌の一つでもある。
デンマークの国運を左右し、最終的には、自らの命運に殉じた17世紀の“悲劇”の国王クリスチャン4世を褒め称えて創作された。